# 黑巧克力

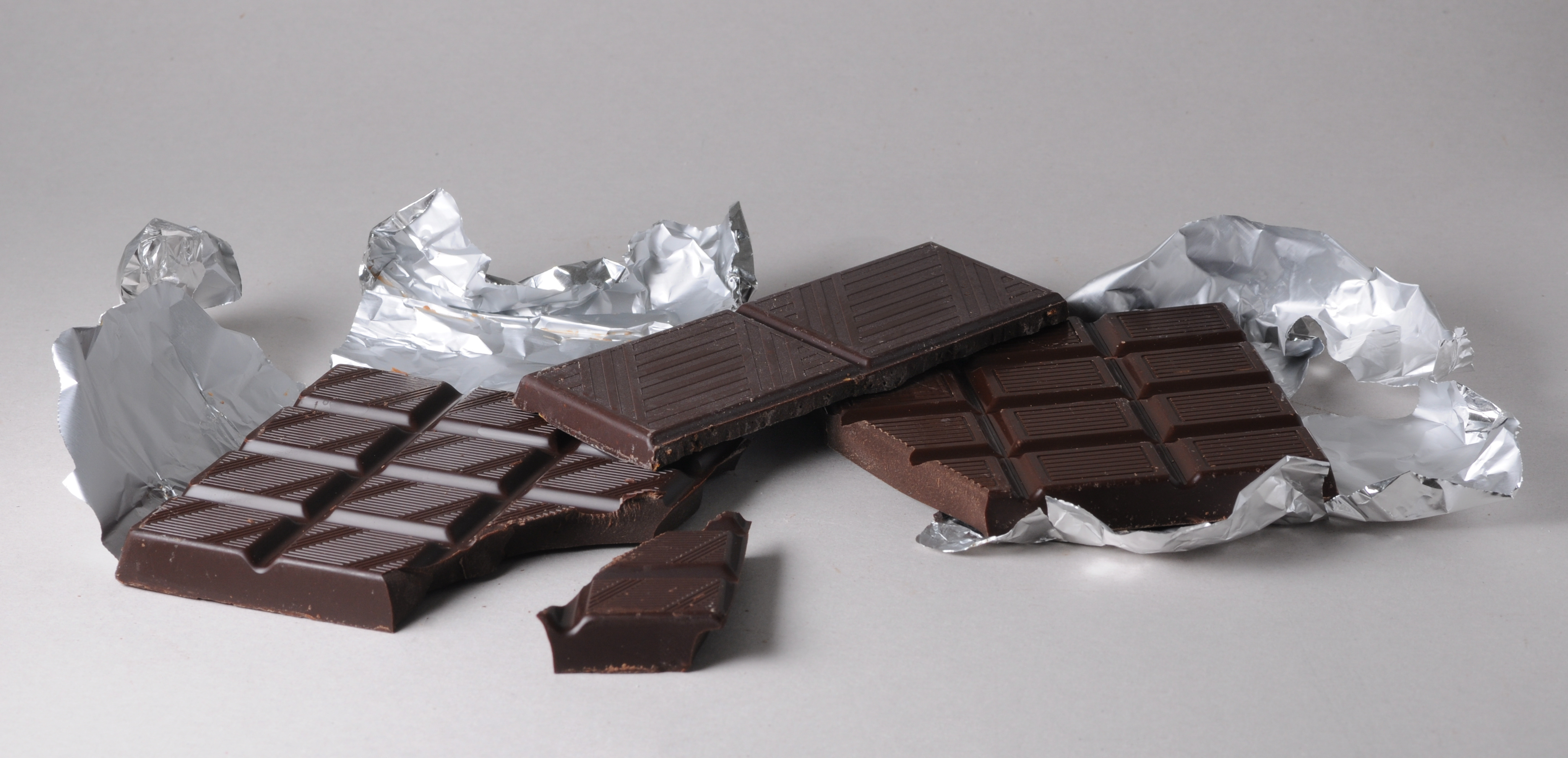
瑞士黑巧克力

黑巧克力是一种含有可可固体和可可脂的巧克力，它不含牛奶或黄油，而含有牛奶或黄油的巧克力則被稱為牛奶巧克力。各個國家的黑巧克力認定标准有所不同。 
没有证据表明黑巧克力对健康有任何影响，例如沒有證據表明黑巧克力會对血压有影响。 

## 历史
巧克力是由热带的可可樹种子制成的。黑巧克力已经有超过3000年的历史。公元前1900年左右，它在中美洲和南美洲成为一种饮料。后来，阿茲特克人和玛雅人的一些仪式上會用到巧克力這種饮料。
西班牙人在15世纪初發現了巧克力，并把它带回了欧洲。歐洲人在巧克力中加入蜂蜜和蔗糖，這樣巧克力味道可以更甜，这导致了牛奶巧克力的誕生。16世纪末，当时居住在牙买加的汉斯·斯隆在黑巧克力饮料中加入了牛奶。有观点认为，牛奶巧克力是由丹尼爾·彼得和亨利·内斯莱首次发明，他们在1847年将炼乳加入黑巧克力，這樣牛奶巧克力就被製造出來。不久之后，市場上出現固体巧克力，固体巧克力在20世纪开始大规模生产。